# ليو أميري
ليوبولد تشارلز موريس ستينيت أميري (بالإنجليزية: Leo Amery)‏، حائز على وسام رفقاء الشرف (22 نوفمبر 1873 – 16 سبتمبر 1955)، يُعرف عادةً بليو أميري أو إل. إس. أميري، كان صحافيًا وسياسيًا بريطانيا من حزب المحافظين، اشتُهر باهتمامه بالجاهزية العسكرية والهند البريطانية والإمبراطورية البريطانية ومعارضته للتسوية.

## نشأته وتعليمه
وُلد ليوبولد أميري في غوراخبور لأب إنجليزي وأم من أصل يهودي هنغاري. كان والده تشارلز فريدريك أميري (1833-1901)، من لايستلاغ، ديفون، ضابطًا في إدارة الحراجة الهندية. أتت والدته إليزابيث جوهانا سافير (تقريبًا 1841-1908)، التي كانت شقيقة المستشرق غوتليب فيلهيلم لايتنر، إلى الهند من بريطانيا حيث استقر والداها واعتنقوا البروتستانتية. في عام 1877، عادت والدته إلى بريطانيا من الهند، وفي عام 1885 حصلت على الطلاق من تشارلز.
في عام 1887 ذهب أميري إلى مدرسة هارو، حيث كان معاصرًا لوينستون تشرشل. مثّل أميري هارو في الرياضات البدنية واحتل المركز الأول في الاختبارات لعدة سنين، وفاز أيضًا بجوائز ومنح.
ذهب أميري بعد مدرسة هارو إلى جامعة باليول، أوكسفورد، حيث كان أداؤه جيدًا. نال الدرجة الأولى في المناقشات الكلاسيكية في عام 1894، في الآداب الإنسانية («العظماء» مثلًا الأدب الكلاسيكي) في عام 1896 وحل في المركز الثاني في منحة كرافين في عام 1894 ومنحة أوسيلي باللغة التركية في عام 1896. فاز أيضًا بنصف أزرق في سباق الضاحية.
انتُخب أستاذًا زميلًا في جامعة أول سولز. لذكائه الحاد، كان يتحدث الهندوسية في عمر الثالثة، وُلد أميري في الهند وكان بطبيعة الحالة سيكتسب لغة آماه الخاصة به (المربية). كان يستطيع التحدث بالفرنسية الألمانية والإيطالية والبلغارية والتركية والصربية والهنغارية. كان أميري عضوًا ماسونيًا نشطًا.

## الصحافة
كان أميري مراسلًا لصحيفة التايمز خلال حرب البوير الثانية. في عام 1901، هاجم في مقالاته حول إدارة الحرب القائد البريطاني السير ريدفيرز هنري بولير، الأمر الذي لعب دورًا في إقالة بولير. كان أميري المراسل الوحيد الذي زار قوات البوير وكان على وشك أن يقع أسيرًا مع تشرشيل. في وقت لاحق حرّر أميري وكتب إلى حد كبير تاريخ التايمز لحرب جنوب أفريقيا (المجلد 7، 1899، 1909).
كشفت حرب البوير عن أوجه قصور في الجيش البريطاني، وفي عام 1903 نشر أميري مقالة مشكلة الجيش ودعى إلى إعادة تنظيمه. ونشر في صحيفة التايمز مقالات تهاجم التجارة الحرة مستخدمًا الاسم المستعار «مصلح التعريفة الجمركية» ونشر في عام 1906 مقالة المغالطات الأساسية للتجارة الحرة. وصفها أميري على أنها «انفجار نظري للهرطقة الاقتصادية» لأنه حاجج بأن الحجم الإجمالي للتجارة البريطانية أقل أهمية من مسألة إذا ما كانت التجارة البريطانية تعوض النقص الذي تعيشه الأمة في المواد الخام والمواد الغذائية عن طريق تصدير فائض السلع المصنعة والشحن والفطنة المالية.
كان أميري عضوًا في نادي طعام المعاملات للمصلحين الاجتماعيين الذي تأسس في عام 1902 من قبل الناشطين الفابيانيين سيدني وبياتريس ويب.

## مسيرته السياسية الباكرة
رفض أميري الفرصة ليصبح محررًا للأوبزرفر في عام 1908 والتايمز في عام 1912 كي يركز على السياسة. [2]
فشل في الفوز بالانتخابات الفرعية لشرق وولفرهامبتون لعام 1908 بفارق ضئيل بلغ 8 أصوات. في الانتخابات الفرعية لجنوب بيرمينغهام، لم يواجه خصمًا بصفته عضوًا وحدويًا ليبراليًا في البرلمان وشغل هذا المقعد حتى عام 1945. كان أحد الأسباب التي جعلت أميري يوافق على الوقوف هناك تحت تسمية الليبراليين الوحدويين (الذي سوف يندمج بالكامل مع حزب المحافظين في العام التالي) أنه كان معجبًا سياسيًا لفترة طويلة بجوزيف تشامبرلاين ومناصرًا متحمسًا للحمائية والاتحاد الإمبراطوري.

## وصلات خارجية
- ليو أميري على موقع الموسوعة البريطانية (الإنجليزية)
- ليو أميري على موقع مونزينجر (الألمانية)